# Руфайзен, Освальд
Освальд Руфайзен (имя данное при рождении — שמואל אהרון רופאייזן Шмуэль (Самуэль, Самуил) Аарон, монашеское имя — брат Даниэль; 1922, Живец, Галиция — 30 июля 1998, Хайфа) — католический монах-кармелит еврейского происхождения. История Руфайзена сильно мифологизирована, в разных материалах и особенно в журналистике содержится масса расхождения и неточностей.

## Родители Освальда
Отец Элиас Руфайзен — уроженец города Живец. Ходил в синагогу, был человек широких взглядов, ценил светское образование, которого сам не получил, свободно владел немецким языком, и культура в его глазах ассоциировалась именно с культурой немецкой. Служил в трёх армиях — до Первой мировой войны — в австрийской, после начала войны — в германской, после войны закончил свою карьеру в низшем офицерском чине польской армии. Имел награды всех трёх армий и восемь лет, что он провёл на военной службе, считал лучшими в своей жизни.
Мать Фанни имела светское образование, приданое — дом с корчмой, приносившей крайне низкий доход.
Поженились в 1914 году, ей было 30, отцу 28. Приходятся друг другу дальними родственниками.

## Биография
Родился в 1922 году Галиции неподалеку от Кракова. Историк Нехама Тек утверждает, что его семья жила в городке Задзеле в очень бедной, населенной преимущественно крестьянами местности, долгое время находившейся в зоне австрийской оккупации. Детство и юность Освальда прошли в традиционной еврейской семье, он получил традиционное еврейское воспитание. У Освальда была сестра, умершая в младенчестве, и брат Арье. У Руфайзенов имелся собственный дом, а также доставшаяся матери по наследству корчма, которую посещали в основном окрестные бедные крестьяне. В местной школе, где он учился, он был единственным евреем.
После окончания начальной школы Освальд учился в государственной школе в находящемся поблизости городке, где христианские и еврейские дети обучались раздельно, еврейских школьников учил раввин. С 1934 по 1939 год семья жила в деревне Заблотье, куда переехала из-за тяжелых экономических условий на прежнем месте жительства. Понимая, что семья находится в бедственном положении, Освальд отверг предложение отца продолжить образование и стал слесарем. Освальд Руфайзен и его брат Арье в юности увлекались сионистскими идеями; были активистами молодежного сионистского движения. Освальд два года готовился совершить алию в Палестину, в том числе в летних лагерях.
В сентябре 1939 года после немецкого вторжения в Польшу вся семья бежала на восток. Но 11 сентября 1939 года родители решили вернуться домой, чтобы не быть обузой детям, а сыновьям велели пробираться в Палестину. Освальду было 17, Арье — 15 лет. После скитаний братья оказались во Львове, вошедшем в состав СССР. В декабре 1939 года они бежали из СССР в Литву и обосновались в Вильно.
В начале 1940 года пришло последнее письмо от родителей. Мать умоляла их не расставаться.
Родителям удалось добраться домой, но остаться там они не смогли, поскольку земли Южной Польши были захвачены немцами и родители были административно выселены в другую область Польши, предположительно в Кальварию. По пути их видели дальние родственники последний раз. По неподтверждённым данным, в августе 1942 года они погибли в Освенциме.
Добраться до Палестины в апреле 1941 года сумел только младший брат Арье — детям до 18 лет сертификаты на Палестину выдавали бесплатно и беспрепятственно.
А Освальд остался в Вильно, обучился и занимался сапожным делом у еврейского сапожника, по собственной инициативе работая часть времени бесплатно, чтобы помочь многодетной семье сапожника выжить. Позже всю эту семью уничтожили немцы.
С начала немецкой оккупации Вильнюса в июне 1941 года до конца августа 1941 года Освальд работал сапожником при местном отделе гестапо, но затем евреев стали собирать для уничтожения. Однако Освальду удалось бежать, и он обосновался в посёлке Турец, где у него завязались самые добрые отношения с белорусами.
Он сумел раздобыть документы на имя фольксдойче Йозефа Освальда. И в конце концов, скрыв свою национальность, он стал писарем-переводчиком в белорусской полиции города Мир. Получил чёрный полицейский мундир с серыми манжетами и воротником, галифе, сапоги и чёрную фуражку, но без изображения черепа, и оружие. Так он стал немецким полицейским в чине унтер-офицера на девять месяцев (до разоблачения).
На следующий день после побега из гетто Руфайзена выдал один еврей из гетто и его арестовали. Он признался в том, что он еврей хорошо к нему относившемуся начальнику немецкой жандармерии Райнгольду Хайну. После этого Хайн фактически позволил ему бежать.
Руффайзен нашёл убежище в доме, где жили католические монахини. Там он 25 августа 1942 года крестился.
В декабре 1943 года он ушёл в партизанский отряд, в котором был до освобождения Белоруссии летом 1944 года. Затем Руффайзен недолго служил в отделе милиции в городе Мир. Он помог опознать нескольких местных жителей, которые сотрудничали с нацистами
В марте 1945 года Руфайзен вернулся в Польшу, переехал в Краков и принял католичество. Учился на священника и стал монахом-кармелитом.
В 1962 году брат Даниэль пожелал в соответствии с Законом о возвращении получить израильское гражданство, но получил отказ. Апелляция также была отклонена. Тем не менее Руфайзен смог иммигрировать в Израиль и получить израильское гражданство путём натурализации.
До конца своих дней жил в кармелитском монастыре «Стелла Марис» в Хайфе и был пастырем общины евреев-христиан им. Святого Иакова при католическом храме св. Иосифа в Хайфе.
Им было восстановлено христианское богослужение на иврите.
В городе Нагария создал дом престарелых для «Праведников мира».

## Помощь евреям в гетто Мира
За две недели до его прибытия в белорусский город Мир, 9 ноября 1941 года по приказу немцев евреи собрались на городской площади между двумя церквями, православной и католической, куда они послушно пришли к указанному часу — с детьми, стариками, узелками одежды и припасами, заготовленными на дорогу. Свыше полутора тысяч (по другим данным — 1600 или 1700) евреев из города Мир и других мест были расстреляны немцами в песчаном карьере на окраине города при активном содействии местной полиции под командованием Семёна Серафимовича. Оставшиеся около 800 евреев были переселены в полуразвалившийся замок Радзивиллов.
Во время службы в немецкой полиции Освальд начал воровать оружие, находившееся в полиции, и доставлять его в гетто. С его помощью от расстрела были спасены, по различным данным, от 200 до 300 евреев города Мир, которые бежали из гетто в ночь с 10 на 11 августа 1942 года после предупреждения Освальда о предстоящем массовом расстреле. Ещё 500 евреев не решились или не смогли бежать, хотя все были предупреждены Освальдом.
В сообщениях выживших узников гетто о роли Освальда в организации побега из гетто и участии в подполье немало расхождений. Одни называют его активным организатором еврейского подполья, другие говорят, что он лишь помогал активистам уже существовавшего подполья.

## Дело Руфайзена в Верховном Суде Израиля
Когда ему было отказано на основании «процедурных распоряжений» от 01.01.1960, Руфайзен подал апелляцию в Верховный суд Израиля (дело 72/62 «Освальд Руфайзен против министра внутренних дел»).
В своей апелляции брат Даниэль добивался признания за ним права на репатриацию в Израиль на основании того, что он является евреем — если не по религиозной принадлежности, то по праву рождения от еврейской матери. Он не скрывал, что перешёл в христианство по искреннему и глубокому убеждению, однако настаивал на своей принадлежности к еврейскому народу в «национальном плане». Галаха также видит в нём еврея. Исправленная же в июле 1958 года директива Бер-Иегуды и «процедурные распоряжения» Шапиры не соответствуют точной формулировке Закона о возвращении и, следовательно, незаконны.
Верховный суд признал, что Галаха считает выкрестов евреями, но не признал Галаху частью израильских законов. Суд признал, что «процедурные распоряжения» Шапиры — это ведомственная инструкция низшего порядка, не соответствующая израильскому законодательству. Суд признал и то, что ни один израильский закон не определяет понятие «еврей».

Верховный суд постановил, что в связи с отсутствием писанных законодательных норм и исходя из светского характера Закона о возвращении понятие «еврей» следует толковать не в строго галахическом смысле, а ориентируясь на субъективное мнение большинства народа: согласно тому, «как это слово звучит в наши дни в устах народа» (формулировка судьи Берензона), «так, как мы, евреи, понимаем его» (формулировка судьи Зильбера) или просто в соответствии с мнением простого еврея «с улицы». Тем самым, по мнению Верховного суда, 
еврей это тот, кого другие евреи считают евреем.
 Судьи также добавили, что поскольку ни отцы сионизма, ни любой еврей никогда бы не сочли евреем верующего христианина, Закон о возвращении не распространяется на лиц, рождённых евреями, но добровольно сменивших вероисповедание. Такой человек, безусловно, может подать прошение на право жительства в Израиле, как и другие неевреи, но он не может считаться евреем согласно Закону о возвращении, и ему не положены ни автоматическое израильское гражданство, ни права новых репатриантов. На этом основании иск брата Даниэля был отвергнут.
С мнением большинства не соглашался судья Хаим Коэн, возражая против субъективно-коллективного критерия (мнение большинства народа) в пользу субъективно-индивидуального (собственное желание истца), но остался в меньшинстве.
В процессе суда судья Цви Берензон сказал об евреях-христианах:

Еврейство вырыгнуло их из общины Израиля
Оригинальный текст (иврит)היהדות הקיאה אותם ובקהל ישראל

## Особенности религиозных взглядов
Не любил, когда его называли «отцом», «патером». По утверждению Людмилы Улицкой, высказывал антитринитарные взгляды. Достоверность и корректность этих свидетельств вызывает ряд сомнений, поскольку в них утверждается также, что Руфайзен якобы «ставит под сомнение широко принятое в христианской традиции обожествление Девы Марии» — в то время как такого обожествления в ортодоксальном христианстве не существует вообще.

## В литературе
Жизнь Руфайзена стала основой биографии главного героя романа Людмилы Улицкой Даниэль Штайн, переводчик (2006).